# Dzsáhi csata
A dzsáhi csata Egyiptom és a tengeri népek második hulláma („második tengeri koalíció”) között zajlott le III. Ramszesz uralkodásának ötödik évében. Helyszíne az egyiptomiak által Dzsáhinak (Ḏ3ḥy vagy Ṯ3ḥy, lehetséges még Tjahi átírása, illetve az angol irodalom Djahy néven ismeri) térség volt, a Szíria–Palesztina térség déli részén, a Jordán alsó folyásának vízválasztójánál, valahol a mai Dél-Libanonban. Ismereteink III. Ramszesz Medinet Habu-i templomának domborműveiről és feliratairól származnak.

## Előzményei
A tengeri népek szárazföldi vándorlásának okairól nincs konkrét adatunk. Az bizonyos, hogy a haderejük egy része a szárazon próbálta megközelíteni Egyiptomot, éppúgy, ahogyan az Anatólia közepén fekvő Hattuszaszt is elérték. A sereg azonban nem csak harcosokból állt, hanem a komplett népesség úton volt, követték őket a családok nő és gyermek tagjai is és vitték magukkal az összes ingóságukat. Nyilvánvaló, hogy az invázió letelepedési szándékkal zajlott. III. Ramszesz uralkodása kezdetén Dzsáhiban gyűjtötte a határvédelmi erőket, erődrendszert telepített a tengerparton és felkészülten várta a tengeri népeket.

## A csata
A csatáról gyakorlatilag egyetlen forrás áll rendelkezésre, III. Ramszesz halotti temploma Medinet Habuban. A feliratok nem térnek ki az ütközet lezajlására, a festett és faragott képek azonban sok adatot hordoznak a jórészt ismeretlen népekről. A palesetek és tjekerek magas, tollakkal díszített sisakot hordtak, közepes méretű kerek pajzzsal. A denenek lapos, felül gömbölyű, a sekelesek csúcsos, hegyes sisakjukról ismerhetők fel. Mindannyian egyenes hosszúkardot használtak, amely az Égeikum és Anatólia jellegzetes fegyvere (lásd Tudhalijasz-kard).

## Következményei
A tengeri népek vízi haderejét a Nílus torkolatvidékén a Nílus-deltai csatában semmisítették meg. Az egyiptomi Újbirodalom utolsó nagy győzelme volt a tengeri népek felett aratott kettős győzelem. III. Ramszesz uralkodása kedvezőtlen előjelekkel indult, rosszul is végződött, és az XX. dinasztia további uralkodói nemhogy védekezni nem voltak többé képesek, de hatalmukat sem tudták érvényesíteni a thébai Ámon-papsággal szemben. A tengeri népek viszont ettől kezdve Szicíliától Etruriáig, az égeikumtól Anatólia partvidékeiig, valamint a fönícia–palesztinai tengerparti sávban megtelepedtek. További következményként Egyiptomban újabb népelemek telepedtek meg, egyes törzsek, illetve azok egyes csoportjai katonai pályára léptek, és a Ramszesz által alapított új településeken laktak. Az egyiptomi hadsereg további idegen alakulatokkal bővült, ami rövid időre növelte a hadsereg létszámát és Egyiptom katonai potenciálját, de az új típusú haderő zsoldos jellege korán megbosszulta magát, a kincstár kimerült, lázadások törtek ki. Mivel azonban Ramszesz a sereg létszámának növelése miatt a helyi lakosok hadkötelezettségét gyakorlatilag megszüntette, és a templomoknak további kiváltságokat adott, a nemzeti haderő lehetősége a továbbiakban megszűnt.

## Kapcsolódó szócikk
- Hadviselés az ókori Egyiptomban